# El Grullo
El Grullo é um município do estado de Jalisco, no México.
Em 2005, o município possuía um total de 21.825 habitantes.